# Jahnulales
Jahnulales es un orden de hongos en la clase Dothideomycetes, subclase Pleosporomycetidae. Son ascomicetos que tienen  
tienen ascomatos acechados / esteiles y dimórficos, células del tallo hifal de aproximadamente 40 μm de ancho. Contiene las familias Aliquandostipitaceae, y Manglicolaceae.